# آنکیلیمالینیکه
آنکیلیمالینیکه (به لاتین: Ankilimalinike) یک منطقهٔ مسکونی در ماداگاسکار است که در تولیارا دوم واقع شده‌است. آنکیلیمالینیکه ۱۳٬۰۰۰ نفر جمعیت دارد و ۳۴ متر بالاتر از سطح دریا واقع شده‌است.